# Albert O. Hirschman
Albert O. Hirschman (n. 7 aprilie 1915, Berlin, Imperiul German – d. 10 decembrie 2012, Ewing Township⁠(d), New Jersey, SUA) a fost un proeminent economist și om de științe sociale, autor a mai multor cărți despre economia politică. A studiat economia la London School of Economics, la HEC Paris, la Universitatea din Paris și la Universitatea din Trieste.
Prima sa contribuție majoră a fost în economia dezvoltării. Aici el a subliniat necesitatea unei creșteri dezechilibrate. El a susținut că inegalitatea ar trebui încurajată pentru a stimula creșterea și a ajuta la mobilizarea resurselor, deoarece țările în curs de dezvoltare nu au capacități de luare a deciziilor. Cheia acestui lucru a fost încurajarea industriilor cu multe legături cu alte firme. Lucrarea sa ulterioară a fost în economia politică și acolo a avansat două scheme.
În al Doilea Război Mondial, el a jucat un rol cheie în salvarea refugiaților din Franța ocupată.